# 入部村
入部村（いるべむら）は、福岡県早良郡にあった村。1955年に内野村・脇山村と新設合併し早良村となったため廃止された。現在は福岡市早良区の一部。

## 沿革
- 1889年（明治22年）4月1日 - 町村制施行に伴い早良郡重留村・東入部村・西入部村が合併して早良郡入部村が成立。
- 1955年（昭和30年）1月1日 - 脇山村、内野村と新設合併し早良村となる。同日入部村廃止。
- 1956年（昭和31年）8月1日 - 早良村が町制施行、早良町が発足。
- 1975年（昭和50年）3月1日 - 早良町が福岡市に編入され[1]廃止。同時に旧村域が西区の一部となる。
- 1982年（昭和57年）5月10日 - 西区の3分割に伴い、旧村域は早良区の一部となる。